# Lukavec Sutlanski
Lukavec Sutlanski – wieś w Chorwacji, w żupanii zagrzebskiej, w gminie Dubravica. W 2011 roku liczyła 133 mieszkańców.